# Curdridge
Curdridge – wieś i civil parish w Anglii, w Hampshire, w dystrykcie Winchester. W 2011 roku civil parish liczyła 1398 mieszkańców. Na terenie civil parish zlokalizowana jest także wieś o podobnej nazwie Curbridge.